# 475 î.Hr.
Milenii: Mileniul al II-lea î.Hr. - Mileniul I î.Hr. - Mileniul I
Secole: Secolul al VI-lea î.Hr. - Secolul al V-lea î.Hr. - Secolul al IV-lea î.Hr.

## Nașteri
- Darius al II-lea, rege al Persiei, din dinastia Ahemenizilor (d. 404 î.Hr.)